# 10 mars aux Jeux paralympiques d'hiver de 2014
Pour un article plus général, voir Jeux paralympiques d'hiver de 2014.
Le 10 mars aux Jeux paralympiques d'hiver de 2014 est le troisième jour de compétition.

## Programme
| Heure UTC+4 (Sotchi)                          |               |
| bleu                                          | Cérémonie     |
| neutre                                        | Épreuve       |
| or                                            | Finale        |
| orange                                        | Petite finale |
| rose                                          | Reporté       |
| gris                                          | Annulé        |
| Compétition masculine                         | Hommes        |
| Compétition féminine                          | Femmes        |
| Compétition mixte (hommes et femmes mélangés) | Mixte         |
| Compétition en couple (1 homme et 1 femme)    | Couple        |
| modifier                                      |               |

L'heure indiquée est celle de Sotchi, pour l'heure Française il faut enlever 3 heures.
| Horaire | Discipline Spécialité | Discipline Spécialité                  | Discipline Spécialité | Phase                         | Résultats                                                  | Références |
| 09:30   |                       | Curling                                |                       | Phase préliminaire 5e session | 5-7                                                        |            |
| 09:30   |                       | Curling                                |                       | Phase préliminaire 5e session | 2-7                                                        |            |
| 09:30   |                       | Curling                                |                       | Phase préliminaire 5e session | 5-7                                                        |            |
| 09:30   |                       | Curling                                |                       | Phase préliminaire 5e session | 8-4                                                        |            |
| 10:00   |                       | Ski de fond 20 km classique debout     |                       | Finale                        | Rushan Minnegulov · Ilkka Tuomisto · Vladislav Lekomtcev   | [ 1 ]      |
| 10:00   |                       | Ski alpin Super-G malvoyants           |                       | Finale                        | Kelly Gallagher · Aleksandra Frantceva · Jade Etherington  | [ 2 ]      |
| 10:20   |                       | Ski alpin Super-G debout               |                       | Finale                        | Marie Bochet · Solène Jambaqué · Stephanie Jallen          | [ 2 ]      |
| 10:55   |                       | Ski alpin Super-G assis                |                       | Finale                        | Anna Schaffelhuber · Claudia Loesch · Laurie Stephens      | [ 2 ]      |
| 11:00   |                       | Ski de fond 20 km classique malvoyants |                       | Finale                        | Brian McKeever · Stanislav Chokhalev · Zebastian Modin     | [ 1 ]      |
| 12:55   |                       | Ski de fond 15 km classique debout     |                       | Finale                        | Helene Ripa · Yuliia Batenkova-Bauman · Anna Milenina      | [ 1 ]      |
| 13:20   |                       | Ski de fond 15 km classique malvoyants |                       | Finale                        | Elena Remizova · Mikhalina Lyssova · Yadviha Skorabahataya | [ 1 ]      |
| 15:30   |                       | Curling                                |                       | Phase préliminaire 6e session | 2-12                                                       |            |
| 15:30   |                       | Curling                                |                       | Phase préliminaire 6e session | 2-11                                                       |            |
| 15:30   |                       | Curling                                |                       | Phase préliminaire 6e session | 6-8                                                        |            |
| 15:30   |                       | Curling                                |                       | Phase préliminaire 6e session | 6-5                                                        |            |

### Médailles du jour
| Rang  | Nation          | Or | Argent | Bronze | Total |
| ----- | --------------- | -- | ------ | ------ | ----- |
| 1     | Russie          | 2  | 3      | 2      | 7     |
| 2     | France          | 1  | 1      | 0      | 2     |
| 3     | Grande-Bretagne | 1  | 0      | 1      | 2     |
| =     | Suède           | 1  | 0      | 1      | 2     |
| 5     | Allemagne       | 1  | 0      | 0      | 1     |
| =     | Canada          | 1  | 0      | 0      | 1     |
| 7     | Autriche        | 0  | 1      | 0      | 1     |
| =     | Ukraine         | 0  | 1      | 0      | 1     |
| =     | Finlande        | 0  | 1      | 0      | 1     |
| 10    | États-Unis      | 0  | 0      | 2      | 2     |
| 11    | Biélorussie     | 0  | 0      | 1      | 1     |
| Total | Total           | 7  | 7      | 7      | 21    |